# Louis-Alexandre Dubourg

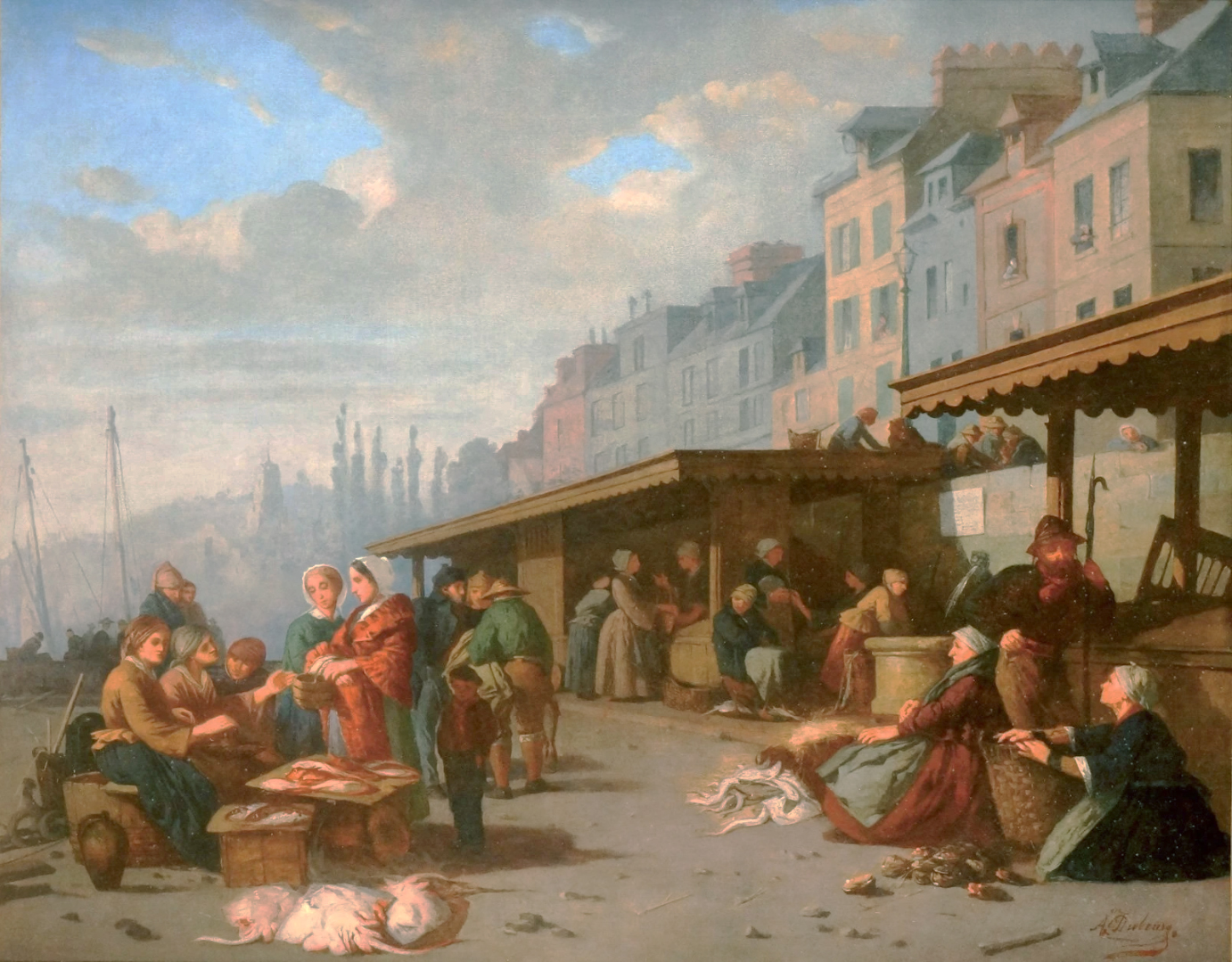
Der Fischmarkt in Honfleur

Louis-Alexandre Dubourg (* 27. Februar 1821 in Honfleur; † 28. November 1891 ebenda) war ein französischer Genre- und Porträtmaler.
Dubourg wurde zum Kaufmann ausgebildet und begann sehr früh als kaufmännischer Angestellter zu arbeiten. Dem Rat von Jacques Gustave Hamelin (1809–1895) folgend, wurde er jedoch Schüler von Léon Cogniet in Paris.
Dubourg blieb sein ganzes Leben lang als Kaufmann tätig, beschäftigte sich aber gleichzeitig mit der Genre- und Porträtmalerei auf professionellem Niveau.
Er stellte von 1859 bis 1880 im Pariser Salon aus. Da er Honfleur kaum verlassen konnte, widmete er sich der Malerei dieser Stadt, ihrer Märkte, Leuchttürme, Strände, Kais, engen Häusern usw.
Er war mit Eugène Boudin befreundet. Es gelang ihm, 1868 in Honfleur ein Museum zu schaffen, dessen erster Kurator er war und das heute den Namen Eugène Boudin trägt.